# 俾格米人
俾格米人（英語：pygmy peoples）指的是非洲一個族成年男子平均高度都少於150公分的人群，這個詞也曾用來泛指所有全族成年男子平均高度都少於150公分或155公分的種族。對於身高稍長的人種，又稱作「類俾格米人」（pygmoid）。主要的俾格米人生長於非洲中部，例如：Aka、Efe及Mbuti等民族；在泰國、印尼、菲律賓、巴布亞新畿內亞的尼格利陀人也曾被稱為俾格米人或有些相似。這些尼格利陀人是東南亞最早定居的人種。此外还发现至少有25個小型人類个體，大約於1000到3000年前在密克羅尼西亞的帛琉群島生活。儘管這些人與非洲的俾格米人並無基因上的關係。

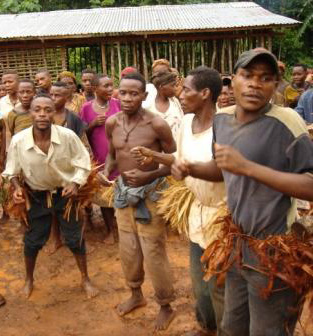
在喀麥隆東方區的巴卡族舞者。

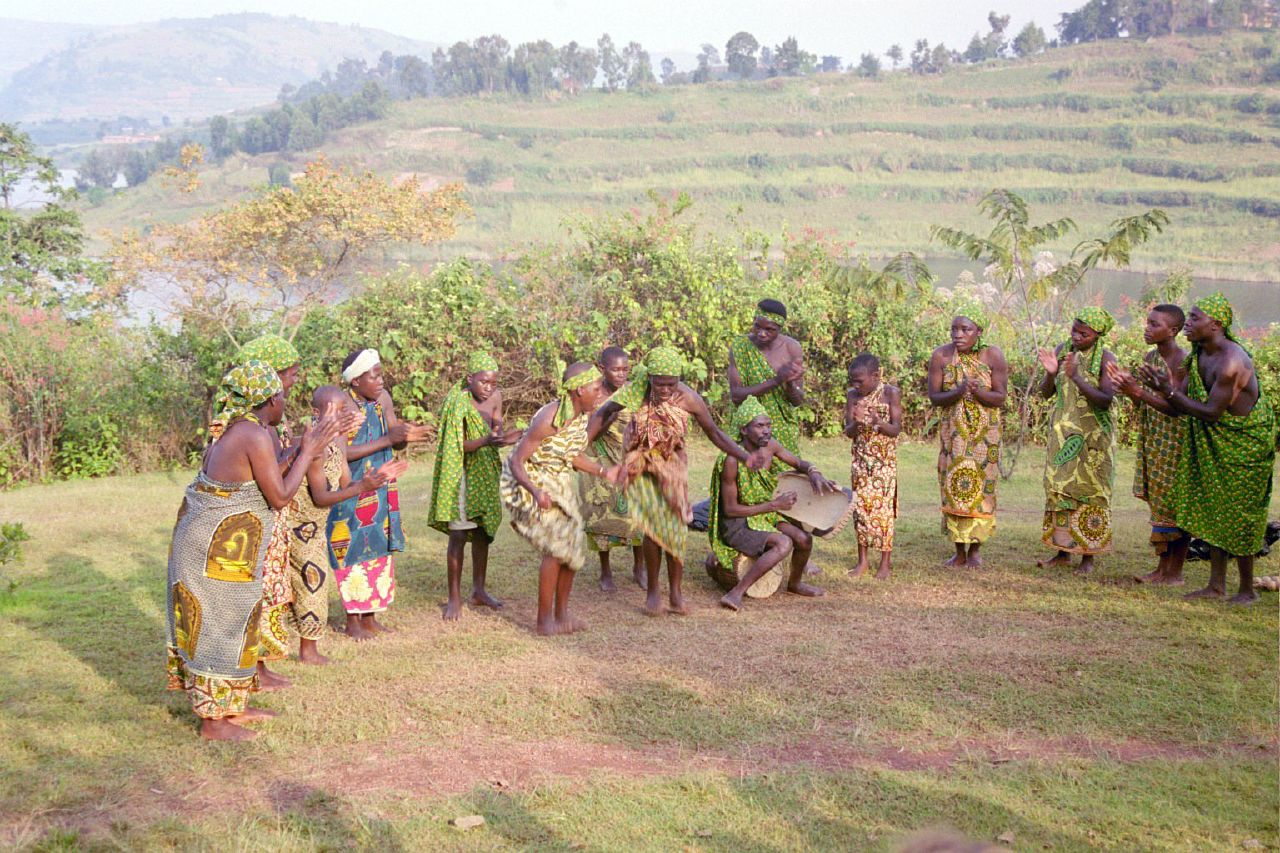
烏干達的巴特瓦族舞者。

不過「俾格米人」這個名詞一般被認為帶有貶義，但由於現時未有一個較好的詞語來形容這班在非洲中部的人種。Hewlett建議採用他們的自稱“森林的兒子”（"Forest people"或"Forest forager"），而他們比較喜歡其他人以他們實際所屬於的種族的名稱，例如：阿卡族（Aka，又名姆邦加族/Mbenga）、巴卡族（Baka）、木布提族（Mbuti）和特瓦族（Twa）。在中非洲，有時會用「阿卡」的眾數形式「巴雅卡」來表示當地的所有俾格米人。相同地，在剛果語裡亦有類似的名詞「巴姆邦加」。
在人類學中，俾格米人是指平均身高異常矮小的族群。 Pygmyism一詞用於描述成年男性平均身高不到 150 厘米（4 英尺 11 英寸）的人群的地方性身材矮小症表型（與人口中孤立病例中不成比例的侏儒症相反）。
該術語主要與非洲俾格米人有關，他們是剛果盆地的狩獵採集者（包括Bambenga人、姆巴提人和 Batwa人）。
“亞洲俾格米人”和“大洋洲俾格米人”這兩個詞曾被用來描述東南亞的尼格利陀人和身材矮小的澳洲人種。緬甸獨龍族是東亞表型“俾格米”人群的特例。

## 語源

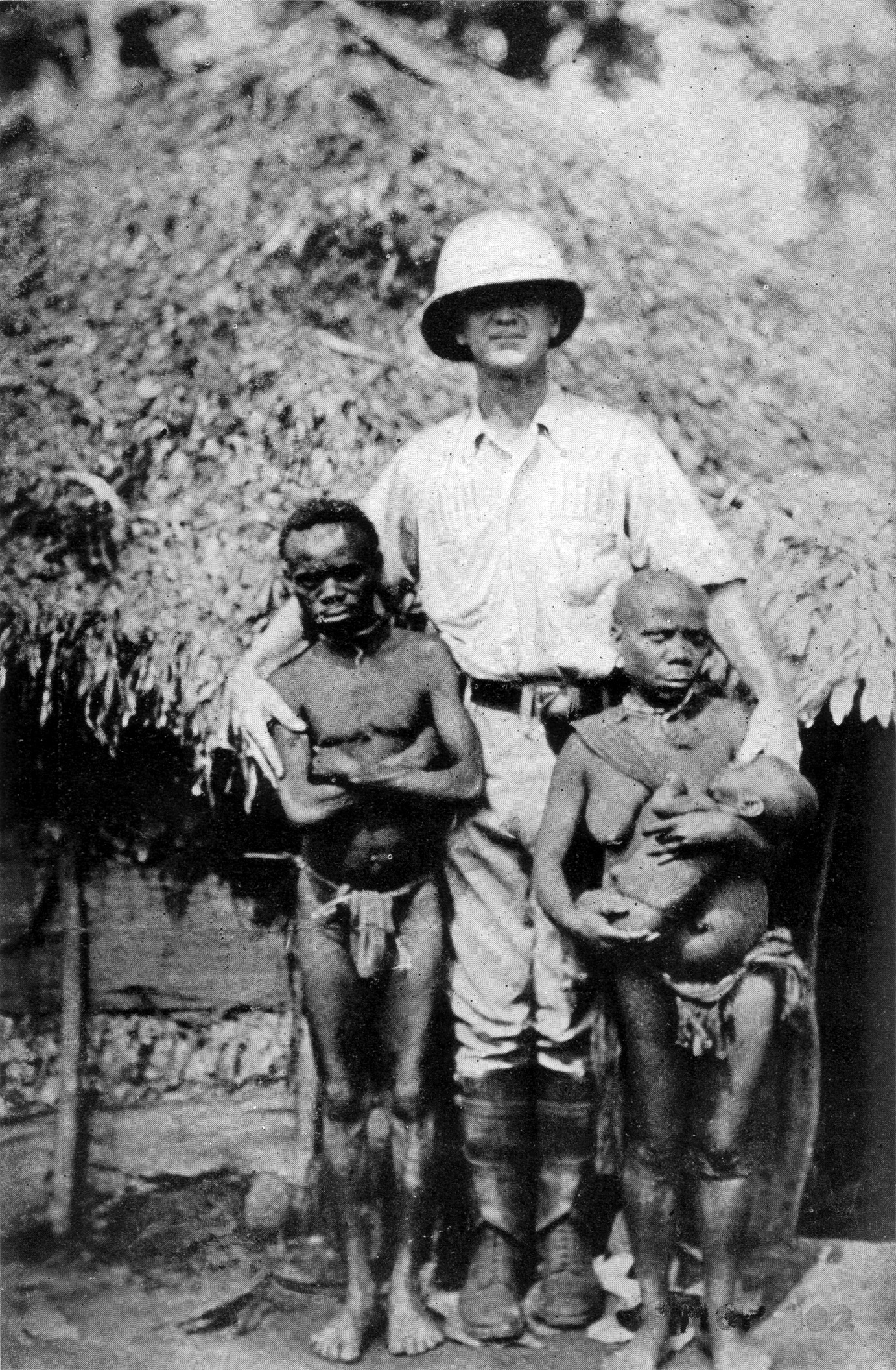
非洲的俾格米人與來自歐洲的探險家合照。

「俾格米」這個名字源於希臘語，原來是古希臘的長度量度單位，大約是從手肘到手指關節的距離。在荷馬的史詩裡亦有提及過這一種人種，並指他們在埃塞俄比亞居住。過往，研究普遍認為這兩種人並未有任何關連，纯粹是19世紀時歐洲人借用了古希臘的名稱來形容這種當時新發現的人種。然而，在近年考古學家對黑色非洲人種的研究，顯示可能俾格米人的種種傳說是由當時遊走於非洲大陸的科伊桑人流傳到歐洲。

## 來源
俾格米人最早大約在晚石器時期出現，他們原是位於中非洲的熱帶雨林裡的居民，是一班狩獵採集者，後來被鄰近新移民的農耕者班圖人吸收或取代、驅逐，並學會使用他們的語言。因此，在非洲的俾格米人現時使用的語言都是中非洲當地的語言，包括有：中蘇丹語、Adamawa-Ubangian及班圖語。不過，這個看法目前尚未得到考古學方面的支持，而在遺傳學及語言學方面的研究亦未能提供毫不含糊的證明。
熱帶雨林內非常低的紫外線水平可能是俾格米人的矮小身材的成因，因為紫外線是令人體皮膚產生維生素D的必要元素，而維生素D亦會影響身體對鈣質的吸收，從而影響到骨骼的生長及保養。
20世纪初的人类学研究认为俾格米人是一种严重简化类型的民族，简化（英语：Reduction）为人类学术语，意为进化过程导致一种类型的体格与身体测量数值比其祖先原型更小，并且在某些比例上发生了相应的变化（通常导致婴儿化特征）。俾格米人被认为就是简化类型的极端例子。

## 分類

### 非洲的俾格米人

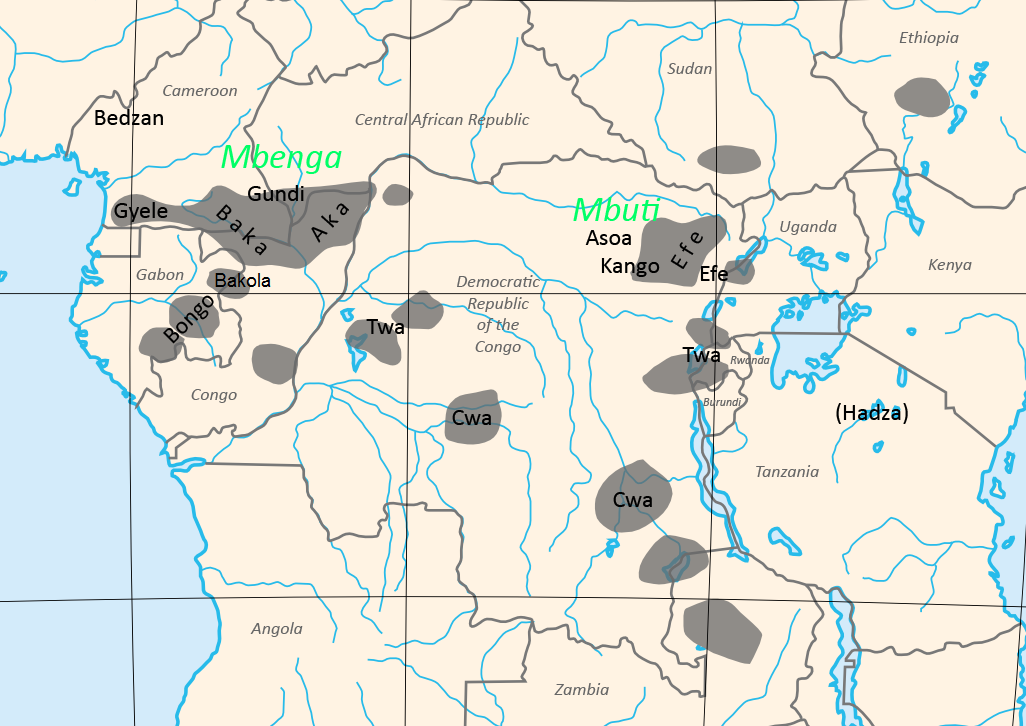
俾格米人的分布

以下國家皆有非洲俾格米人在生活：盧旺達、布隆迪、烏干達、剛果民主共和國、中非共和國、喀麥隆、赤道几内亚、加蓬、剛果、安哥拉、博茨瓦納、納米比亞及贊比亞，主要集中在中非和西非。大多數的俾格米人都是狩獵收集者，主要依靠從生活環境中取得的食物。他們有時亦會跟鄰近的農夫交易，以取得耕種得來的食物，又或其他所需的物品。
非洲俾格米人大致可以分為以下幾個種族：
- 當中最為知名的是姆邦加族（Mbenga），包括了阿卡族和巴卡族，他們居住在西部的剛果盆地；
- 木布提族，包括了在伊圖里熱帶雨林（Ituri Rainforest）居住的埃菲族（Efe）等民族，以及
- 在非洲大湖區居住的特瓦族。

### 巴林湖人
人类学家约瑟夫·伯塞尔将澳大利亚原住民分为三类：卡奔塔利亚湾人（Carpentarians）、墨累河人（Murrayians）、巴林湖人（英語：Barrineans）。其中巴林湖人得名于巴林湖（英語：Lake Barrine），他们身高比其他原住民矮。除了巴林湖一带的原住民，塔斯马尼亚原住民也被伯塞尔归为巴林湖人。伯塞尔认为巴林湖人是最早定居于澳大利亚的矮黑人遗存，然而遗传学研究表明他们和其他澳大利亚原住民同源，且与东南亚矮黑人关系较远。他们的身高虽然偏矮，但明显比非洲俾格米人和亚洲尼格利陀人高，因此不算作俾格米人。

## 參看
- 俾格米音樂
- 矮黑人 - 崑崙奴 - 佛羅勒斯人（Homo floresiensis）
- 原住民
- 狩獵收集者

## 外部連結
- 非洲俾格米人（页面存档备份，存于）文化，音乐和照片
- Mbuti Pygmies @ National Geographic Magazine National Geographic Feature in September 2005
- Mbuti Pygmies, Who Rules the Forest?（National Geographic Magazine Multimedia）
- Baka Pygmies: Culture, music and rites of initiation in the Central African rainforest
- Survival International: Pygmies （页面存档备份，存于）